# Церковь Всех Святых (Ноттингем)
Церковь Всех Святых (англ. All Saints' Church) — англиканский храм в Ноттингеме, относится к диоцезу Саутвелла и Ноттингема (провинция Йорка), образец архитектуры викторианской эпохи.

## История
Здание церкви было построено в 1863—1864 гг в неоготическом стиле преимущественно из песчаника. Высота шпиля — 53 м, церковь может вмещать до 800 прихожан.
Первоначально на колокольне располагалось шесть колоколов, но вскоре после открытия было установлено ещё два.
В комплекс кроме самого здания церкви входят дом священника и церковно-приходская школа.
В 2007 году Церковь Всех Святых была объединена в один приход с церквями Святой Марии и Святого Петра.